# Первый контакт (фантастика)

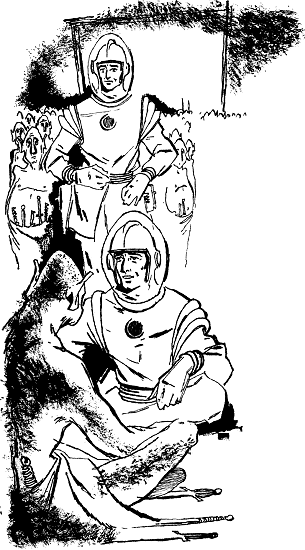
Сцена первого контакта между людьми и инопланетянами, изображаемая во многих работах ранней научной фантастики. В данном случае космические пришельцы — люди.

«Первый контакт» — популярная тема научно-фантастических произведений, первая встреча людей с представителями внеземного разума или любого другого разумного биологического вида.
Тематика позволяет авторам раскрывать такие темы, как ксенофобия, трансцендентализм или проблемы межкультурной коммуникации, адаптируя антропологическую тему первого контакта. «Первый контакт» является также темой философии.
Из большого числа вариативных направлений выделяются только межзвёздное знакомство двух цивилизаций и сообщение из космоса.
Считается, что в фантастике термин был впервые использован американским писателем Мюрреем Лейнстером в рассказе «Первый контакт» 1945 года. Сама тема первого контакта с инопланетной цивилизацией поднималась фантастами и ранее, например, в философском рассказе Вольтера «Микромегас» (1752), в романах Герберта Уэллса «Война миров» (1898) и «Первые люди на Луне» (1901).

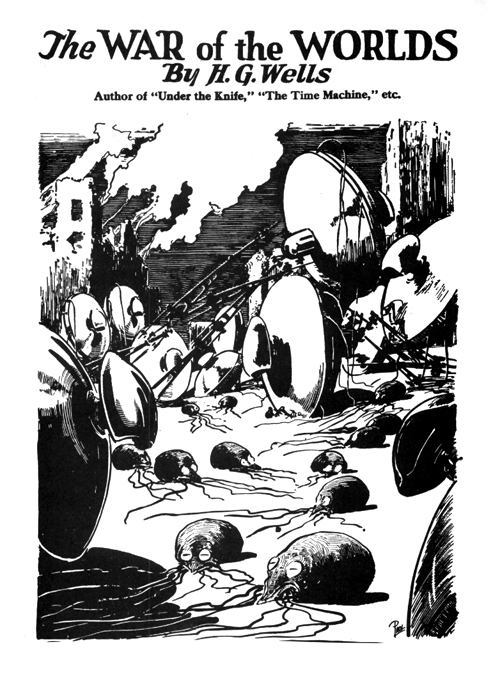
Ранний пример направления, из «Война миров» Герберта Уэллса

В советской фантастике одним из первых к этой теме обратился Иван Ефремов, который в своей повести «Сердце Змеи» (1958) вступил в прямую полемику с рассказом Лейнстера. В рассказе американского писателя земной и инопланетный корабль, встретившись в космосе, чуть не уничтожают друг друга. С точки зрения Ефремова, контакт цивилизаций, достаточно развитых для того, чтобы выйти в космос, не может привести к вооружённому конфликту между ними.
Со временем тема первого контакта стала настолько распространена в фантастике, что мало кому из писателей-фантастов удалось обойти её в своём творчестве. Ситуация «первого контакта» исследуется в произведениях Ивана Ефремова («Сердце Змеи», «Туманность Андромеды», «Час Быка»), братьев Стругацких («Извне», «Малыш»), Георгия Мартынова («Каллисто», «Спираль времени», «Гианэя»), С. Лема («Солярис», «Фиаско»), У. Ле Гуин («Левая рука тьмы»), Артура Кларка («Космическая одиссея»), Карла Сагана («Контакт») и многих других писателей, как российских, так и зарубежных. Обстоятельства контакта у разных авторов при этом весьма разнообразны. Земляне могут встретиться с иной цивилизацией в космосе (как в упомянутых классических произведениях М. Лейнстера и И. Ефремова) или посетив их планету («Час Быка» Ефремова), встреча в космосе («Сердце Змеи» Ефремова), возможен также первый контакт при посещении Земли представителями более развитой инопланетной цивилизации («Каллисто» Г. Мартынова). В некоторых произведениях описывается контакт между космическими пришельцами и жителями Земли в далёком прошлом (см. Палеоконтакт). Последствия контакта тоже могут быть очень разными — от полного (например, в «Солярисе» Станислава Лема) или частичного («Малыш» Стругацких) взаимного непонимания или вооружённого конфликта, который может дойти до уничтожения одной из цивилизаций («Арена» Ф. Брауна), до дружественного союза и взаимовыгодной кооперации (произведения Ефремова и Мартынова).
Ситуация первого контакта многократно встречается и в фантастическом кинематографе. Этой теме посвящён классический фильм Стивена Спилберга «Близкие контакты третьей степени» (1977). Первые контакты (чаще всего землян) с инопланетными цивилизациями неоднократно описаны в сериалах «Звёздный путь», «Звёздные врата», «Вавилон-5», «Андромеда», «Виктория», «Визитёры» и др. В юмористическом ключе ситуация контакта описывается в «гуслярских рассказах» Кира Булычёва, в мультфильме «Контакт».
В фантастической игровой трилогии «Mass Effect» описывается первый контакт человечества с внеземными гуманоидами, закончившийся конфликтом, под названием «Война первого контакта», вызванный незнанием землянами правил поведения в галактическом обществе.